# Magnus Taube (militär)
Magnus Reinhold Taube, född den 3 augusti 1883 i Klockrike församling, Östergötlands län, död den 30 mars 1956 i Eksjö, var en svensk militär. Han var far till Magnus Taube.
Taube avlade studentexamen i Linköping 1901 och officersexamen 1903. Han blev underlöjtnant vid Andra livgrenadjärregementet sistnämnda år och löjtnant där 1908.  Taube var repetitör vid Infanteriskjutskolan 1909 och andre lärare där 1910–1911. Efter att ha genomgått Krigshögskolan 1912–1914 blev han kapten 1919. Taube var Kunglig Majestäts ombud i styrelsen för Kalmar läns norra skytteförbund 1921–1933, befälhavare för Eksjö rullföringsområde 1937–1942 och biträdande mobiliseringsofficer vid Göta ingenjörregemente 1942. Han befordrades till major vid Jönköpings-Kalmar regemente 1928 och till överstelöjtnant i regementets reserv 1946. Taube blev riddare av Svärdsorden 1924. Han vilar på Nya kyrkogården Sankt Lars i Eksjö.